# Сан-Мартіно-Сіккомаріо
Сан-Мартіно-Сіккомаріо (італ. San Martino Siccomario) — муніципалітет в Італії, у регіоні Ломбардія, провінція Павія.
Сан-Мартіно-Сіккомаріо розташований на відстані близько 460 км на північний захід від Рима, 36 км на південь від Мілана, 4 км на південь від Павії.
Населення — 6053 особи (2014).

## Демографія
Станом на 1 січня 2023 року в муніципалітеті офіційно проживали 794 іноземці з 57 країн, серед них 163 громадяни країн Євросоюзу та 73 громадяни України.

## Сусідні муніципалітети
- Карбонара-аль-Тічино
- Кава-Манара
- Павія
- Травако-Сіккомаріо